# Chlaenius amoenus
Chlaenius amoenus är en skalbaggsart som beskrevs av Pierre François Marie Auguste Dejean. Chlaenius amoenus ingår i släktet Chlaenius och familjen jordlöpare. Inga underarter finns listade i Catalogue of Life.